# Kissing a Fool
Kissing a Fool è una canzone del cantante inglese George Michael, settimo e ultimo singolo estratto dal suo primo album solista Faith.
È una ballata dalle venature jazz, caratterizzata da un utilizzo minimalistico della strumentazione. A parte la voce di Michael, nella canzone è presente un pianoforte, un contrabbasso, una chitarra jazz, una sezione di fiati e un sommario utilizzo delle percussioni.
Rispetto ai singoli precedentemente estratti, Kissing a Fool ha avuto nelle classifiche un riscontro inferiore, posizionandosi al massimo al 18º posto nella Official Singles Chart, ed è stato il primo dopo quattro singoli consecutivi a non raggiungere la posizione n° 1 nella Billboard Hot 100 negli Stati Uniti. Tuttavia raggiunse la n°1 nella Hot Adult Contemporary Tracks.
Nel 2003 il cantante canadese Michael Bublé ha realizzato una cover del brano, che è stata inserita nel suo album eponimo di debutto e distribuita come singolo solamente negli Stati Uniti.

## Tracce

### 7": UK / Epic EMU 7
1. Kissing a Fool – 4:34
2. Kissing a Fool [Instrumental] – 4:34

### 12": UK / Epic EMU T7
1. Kissing a Fool – 4:34
2. Kissing a Fool [Instrumental] – 4:34

### CD: UK / Epic CD EMU 7
1. Kissing a Fool – 4:34
2. Kissing a Fool [Instrumental] – 4:34
3. A Last Request (I Want Your Sex Part III) – 3:48

## Classifiche
| Classifica (1988)                | Posizione massima |
| -------------------------------- | ----------------- |
| Australia                        | 55                |
| Belgio (Fiandre)                 | 10                |
| Canada                           | 7                 |
| Francia                          | 45                |
| Germania                         | 44                |
| Irlanda                          | 9                 |
| Italia                           | 50                |
| Paesi Bassi                      | 13                |
| Regno Unito                      | 18                |
| Stati Uniti                      | 5                 |
| Stati Uniti (adult contemporary) | 1                 |
| Stati Uniti (R&B)                | 33                |